# Danny Laporte
Pas d'image ? Cliquez ici
Danny LaPorte est un ancien pilote professionnel de moto-cross américain né le 3 décembre 1957 à Los Angeles en Californie. Il a été l'un des meilleurs pilotes de moto-cross des années 1970 et 1980. Il a notamment été le premier Américain à remporter un championnat du monde de motocross, en décrochant le titre en 250 cm3 en 1982.

## Biographie
Danny LaPorte est originaire de Torrance en Californie. Son père était un passionné de moto-cross. Dans les années 1960, alors que ce sport connaissait une croissance explosive, le jeune Danny a grandi en pilotant des motos dans le désert, sur des terrains abandonnés et des pistes de moto-cross informelles près de chez lui. Il expliqua un jour[réf. souhaitée] : « c'était à la fin des années 1960 et au début des années 1970. Il y avait cinq ou six pistes de moto-cross à une demi-heure de route autour de la maison. Avec les nouvelles motos à moteur deux-temps qui n'étaient pas chers, il y a eu une explosion du moto-cross à cette époque. C'était excitant de grandir dans ce coin là, à ce moment-là. »
Danny LaPorte a débuté dans des compétitions locales à onze ans. Au début, il était un peu intimidé d'être en piste avec tous les autres coureurs, mais il a vite prouvé qu'il était naturellement doué pour ce sport. Il a ainsi fait partie des meilleurs jeunes motocrossman de Californie du Sud au milieu des années 1970.
Danny LaPorte est ensuite devenu pilote professionnel à l'âge de seize ans. Cependant, à dix-sept ans, peut-être à gagner trop facilement ou à être à la recherche permanente de nouveaux défis[Quoi ?] (chose qui allait d'ailleurs devenir récurrente tout au long de sa carrière), il commença à s'ennuyer et à en avoir assez des courses. Mais un voyage à Snake River Canyon en Idaho, où il vit Evel Knievel faire une tentative ratée de saut au-dessus du Canyon, le fit changer d'avis. Il y avait une course de motocross organisée parallèlement au saut, avec une récompense de 100 000 $. Danny LaPorte a vu un certain Marty Smith gagner la course 125 cm3, et il ne pouvait pas le croire. En effet, Danny Laporte avait déjà couru avec lui et l'avait souvent battu. Et ce jour-là, Marty Smith a remporté cette course et la prime qui allait avec. Danny Laporte était heureux pour lui[réf. nécessaire] et avait retrouvé l'envie de courir[réf. nécessaire].
Après ce voyage, Danny LaPorte a retrouvé la compétition et s'y est investi sans réserve. Il a gagné ensuite comme jamais auparavant. Il a remporté tant de courses en Californie du Sud qu'il a fini par recevoir un appel de Suzuki à la fin de l'année 1975 pour lui demander de rejoindre leur équipe d'usine la saison suivante. Danny Laporte accepta l'offre et, en 1976, il fit ses débuts dans le Championnat AMA de motocross, en catégorie 125 cm3.  Il y avait une vraie jeunesse en mouvement poussée par les usines cette année-là, au cours de laquelle, Danny côtoya Bob Hannah, Broc Glover et Jeff Ward. Tous ces jeunes avaient écumé les pistes de Californie du Sud.
Le démarrage tonitruant de Bob Hannah a éclipsé les débuts de Danny LaPorte en Championnat AMA (American Motorcyclist Association). Mais Danny LaPorte a réussi à s'immiscer dans la bataille entre Bob Hannah et Marty Smith en les devançant un certain nombre de fois. Il a même réussi à gagner deux fois sur les huit courses de la série 125 cm3. Sa victoire en août à Houston a non seulement été sa première victoire nationale, mais aussi la première victoire de Suzuki en Championnat AMA de motocross 125. Danny LaPorte a terminé la saison à une solide troisième place (à un seul point du second) dans le classement 1976.
En 1977, Danny LaPorte a presque gagné le championnat national 125 avec Suzuki. Lors de l'ultime course de la saison, peut-être[Quoi ?] la plus célèbre dans l'histoire du Championnat AMA[réf. souhaitée], Yamaha a utilisé une tactique d'équipe controversée dans le dernier tour, afin d'aider Broc Glover à remporter le titre. À l'issue du championnat, Glover et LaPorte étaient à égalité de points. Cependant Glover devint champion grâce à un plus grand nombre de victoires. Et la façon dont l'équipe d'usine Yamaha a aidé Glover à gagner la dernière course est devenue une tactique de course courante en moto-cross. 
Danny LaPorte expliqua : « La dernière course de la saison se tenait à San Antonio au Texas. Glover et moi étions pratiquement à égalité. Yamaha a alors fait venir l'ensemble de leurs gros bras des autres catégories en 125 et les a alignés sur la ligne de départ des deux manches de la course, en les plaçant de chaque côté de moi. Naturellement, au début des deux courses, j'ai été poussé vers l'extérieur et pendant que je bataillais dans le trafic, Hannah et Glover se sont envolés. Glover devait encore gagner mais Hannah menais en fin de course. Bob n'avait pas envie de ralentir pour laisser passer quiconque et, têtu comme il était, il a fait paniquer Yamaha. Dans le dernier tour, depuis le stands, ils ont montré l'infâme panneau  disant de laisser gagner Broc. Hannah a finalement obtempéré et donné la victoire à Glover, et voilà comment ils ont gagné le championnat. »[réf. souhaitée] En dépit de la façon controversée dont il a perdu le titre, Danny LaPorte ne porta aucune rancune contre Yamaha. « C'était une stratégie intelligente de leur part », déclara-t-il. « Ils ont juste commis l'erreur d'attirer l'attention du monde entier sur eux de cette manière là. »[réf. souhaitée]
En 1978, Danny LaPorte passa en catégorie 500 cm3, toujours avec Suzuki. Il gagna la course d'ouverture de la saison et eu par la suite d'autres bonnes performances. Mais il connut une série de malchances avec des problèmes mécaniques qui l'ont fait terminer la saison au cinquième rang.
En 1979, Danny Laporte revient pour une quatrième année avec Suzuki et obtient enfin sa revanche sur Yamaha.  En effet, il bat de justesse leur pilote Mike Bell pour le  Championnat AMA 500 cm3. Sur le chemin du titre, il a remporté trois courses. En parallèle de cette saison 79, LaPorte a également réussi pour la première fois à intégrer le top 10 en AMA Supercross, prenant la neuvième place finale dans cette série.
La saison 1980 a été une grosse déception pour Danny LaPorte, qui a passé la majeure partie de l'année à chercher en vain la combinaison qui lui a apporté le titre 500 cm3 en 1979. Il y a eu cependant des éclairs de génie, Danny termine deuxième du Grand Prix 500 cm3 des États-Unis à Carlsbad (sa toute première participation, et seule de l'année, à un Grand Prix du Championnat du monde), et il a gagné à Saint-Pétersbourg en Floride, mais il a souffert pour le reste de cette longue saison. LaPorte a terminé l'année au septième rang du Championnat AMA 500 cm3 et sa victoire à  Saint-Pétersbourg s'avéra être sa dernière en Championnat AMA de motocross.
En 1981, Roger De Coster est arrivé chez Honda pour devenir conseiller de l'équipe. Il croyait beaucoup en Danny LaPorte et a réussi à le convaincre de rejoindre Honda lui aussi. Danny LaPorte a obtenu quatre podiums et a terminé l'année au quatrième rang en 500 cm3, mais il vécut là sa première saison sans aucune victoire.
Danny Laporte s'apprêtait à voir 1981 comme une autre année à oublier jusqu'à ce qu'il se rende à Lommel en Belgique pour disputer et remporter le Trophée des nations avec ses coéquipiers Chuck Sun, Johnny O'Mara et Donnie Hansen de l'équipe des États-Unis. Ils se rendirent ensuite à Bielstein en Allemagne pour disputer le Moto-cross des nations. Danny LaPorte a été l'un des leaders de l'équipe américaine qui a finalement rapporté aux États-Unis sa première victoire dans cette célèbre et prestigieuse épreuve internationale. Cette victoire est peut-être la réussite la plus importante dans l'histoire du moto-cross américain. Ce fut un tournant pour ce sport aux USA et cela prouvait que l'Amérique avait finalement maîtrisé cette discipline importée par les Européens une décennie plus tôt[réf. nécessaire].
Ce succès a inspiré Danny LaPorte. Une fois de plus, il était à la recherche de nouveaux défis et a demandé à Honda s'il y avait des opportunités dans leur équipe engagée en Championnat du monde. Hélas, l'équipe était déjà constituée. Cependant, Heikki Mikkola, le consultant européen de la compétition chez Yamaha avait discuté avec Danny LaPorte après le Moto-cross des Nations et lui avait dit qu'il y avait une ouverture possible avec eux. Un accord fut conclu en 1982 avec Yamaha et Danny Laporte arriva en Europe pour se lancer au plus haut niveau, dans le Championnat du monde de Moto-cross FIM en 250 cm3.
« Ça a toujours été un de mes rêves de courir en Championnat du Monde », a expliqué LaPorte. « Même si je pouvais gagner deux fois plus d'argent en restant en Amérique, je savais que ce genre d'occasion n'arrive pas souvent et je voulais saisir ma chance. » Cela s'avérera être le meilleur coup dans la carrière de Danny Laporte. Profitant de l'armada d'usine Honda, il a bousculé l'establishment européen et a remporté cinq manches (de Grand Prix), dont quatre consécutivement. Dès sa première tentative, Il devient ainsi le premier Américain à remporter le Championnat du Monde FIM de Motocross 250 cm3. Danny LaPorte a été couronné quelques semaines seulement après Brad Lackey qui, lui, a finalement remporté le Championnat en 500 cm3. Ce dernier avait tenté de gagner ce titre dans la douleur lors des précédentes années. Les titres de Lackey et LaPorte, les premiers pour des pilotes américains, ont renforcé la position de l'Amérique dans la communauté mondiale du moto-cross.
Danny Laporte a remporté le titre alors qu'il était outsider. Il a été sacré face au champion du monde et grand favori, le Belge Georges Jobé, ainsi qu'une foule d'autres pilotes de classe mondiale, talentueux et expérimentés. La saison a commencé lentement pour Danny Laporte, mais il a gagné en confiance à mi-saison en remportant la deuxième manche du Grand Prix de Tchécoslovaquie. Sa première victoire en Grand Prix, il l'a décrochée à Corseul dans les Côtes-d'Armor. Elle a été suivie d'une autre victoire au Grand Prix de Grande-Bretagne. Le tournant de la saison est survenu sur le sable de Hollande. LaPorte a bousculé les spécialistes du sable en remportant les deux manches. Ce qui poussa le quadruple champion du monde Heikki Mikkola à proclamer : « Aujourd'hui, j'ai vu un (vrai) pilote de moto-cross. Danny a fait une course parfaite, pas une seule erreur. Je n'ai jamais vu une meilleure course. » Au total, lors de cette saison 1982, Danny LaPorte a gagné trois Grand Prix.
Cette année-là, Danny LaPorte remporta également les 24 Heures de Bretagne à Ploubalay (Côtes-d'Armor) avec l'équipe Moto 2000.
Les Européens sont vite devenus des fans[réf. souhaitée] de « Danny the Door » (en référence à son nom d'origine française). Danny LaPorte s'est adapté facilement à la vie sur le Vieux Continent (son épouse est française). Il s'y est adapté si bien que, plus tard, il a déménagé et a vécu en Europe, à Monaco durant une grande partie des années 1990.
En 1983, malgré trois victoires en Grand Prix, Danny LaPorte a perdu son titre mondial 250 cm3 au profit de Georges Jobé.
Il est passé ensuite en 500 cm3, mais il disposait de machines non compétitives. Il était incapable de retrouver la forme qui l'avait mené au titre mondial en 1982.
Après avoir raccroché son casque en moto-cross en 1986, Danny voulut s'essayer au Rallye Raid international. Mais à cette époque, les pilotes de moto-cross n'arrivaient pas à faire la transition avec le Rallye, sauf Le belge Gaston Rahier ( victoires multiples au Rallye des Pharaons, Paris Dakar, Rallye d'Australie )  et aucune des grandes équipes ne semblaient être intéressées pour l'engager. Afin de prouver qu'un pilote de moto-cross pouvait réussir en rallye, Danny rentra en Amérique pour disputer des courses dans le désert. Il gagne alors à trois reprises la célèbre Baja 1000 avec l'équipe Kawasaki. Après cela, les équipes européennes de rallye sont revenues vers lui.
Pendant une majeure partie des années 1990, Danny LaPorte vivait en Europe et participait à des rallyes internationaux. Il a obtenu de bons résultats dans cette discipline. 
En 1991, il gagne le Rallye des Pharaons, en Égypte, avec l'équipe italienne Cagiva. En 1992, au Rallye Paris-Dakar, il gagne une étape et termine deuxième du classement général, toujours avec Cagiva.
Alors qu'il était toujours en Europe, Danny LaPorte a par ailleurs contribué à la préparation du team américain FMF Racing à des compétitions européennes.
En 1997, Danny LaPorte a déménagé avec sa famille pour revenir dans sa Californie du sud natale. Il continuait à piloter et participait même à des petites courses alors qu'il était question de son retour en Championnat AMA de motocross en 2002. Mais il se cassa la jambe dans un accident pendant un entrainement.
Danny LaPorte restera pour toujours dans les mémoires[réf. nécessaire] comme l'un des coureurs les plus influents à une époque où les pilotes de moto-cross américains n'arrivaient pas encore à passer avec succès en Championnat du monde.
Danny LaPorte réside aujourd'hui en Californie du Sud et participe parfois à quelques courses. En 2000, il a été intronisé au AMA Motorcycle Hall of Fame. Il y a été intronisé de nouveau en 2003, mais cette fois en tant que membre de l'équipe des États-Unis victorieuse du Moto-cross de nations en 1981.

## Palmarès
- 1976 : 3e du Championnat de Motocross AMA 125 cm3 (Suzuki)
- 1977 : Vice-champion de Motocross AMA 125 cm3 (Suzuki) à égalité de points avec Broc Glover (Yamaha)
- 1978 : 5e du Championnat de Motocross AMA 500 cm3 (Suzuki)
- 1979 : Champion de Motocross AMA 500 cm3 (Suzuki)
- 1980 : 7e du Championnat de Motocross AMA 500 cm3 (Suzuki). 15e du Championnat du monde 500 cm3 en ne participant qu’au seul GP des USA (3/3) qu’il termine second.
- 1981 : 4e du Championnat de Motocross AMA 500 cm3 (Honda). Membre de l’Équipe des USA, vainqueur du Moto-cross des nations (500 cm3) et du Trophée des Nations (250 cm3).
- 1982 : Champion du Monde 250 cm3 (Yamaha). Vainqueur de trois GP. Termine avec 13 points d’avance sur Georges Jobé. Vainqueur des 24 heures de Bretagne à Ploubalay, avec l'équipe Moto 2000
- 1983 : Vice-champion du Monde 250 cm3 (Yamaha). Vainqueur de deux GP.
- 1984 : 13e du Championnat du monde 500 cm3 (Yamaha) en ne disputant que les quatre premiers GP
- 1988, 1989 et 1990 : Triple vainqueur de la Baja 1000 (Kawasaki)
- 1991 : Vainqueur du Rallye des Pharaons (Cagiva). Vainqueur de la Baja España-Aragón avec Jordi Arcarons (Husqvarna)
- 1992 : Second du Rallye Paris-Dakar (Cagiva)
- 2000 : Intronisé au ‘AMA Motorcycle Hall of Fame’
- 2003 : Nouvelle intronisation au ‘AMA Motorcycle Hall of Fame’ en tant que membre de l'équipe des États-Unis victorieuse du Moto-cross des nations en 1981.